# Gandanameno echinata
Gandanameno echinata is een spinnensoort uit de familie van de fluweelspinnen (Eresidae).
De wetenschappelijke naam van de soort werd in 1908 als Eresus echinatus gepubliceerd door William Frederick Purcell.